# 筈見有弘
筈見 有弘（はずみ ありひろ、1937年8月20日 - 1997年6月14日）は、日本の映画評論家である。本名は松本有弘。
父は映画評論家の筈見恒夫で、筆名は父の筆名にちなむ。妻も映画評論家の渡辺祥子。

## 略歴
東京都新宿区生まれ。1960年、慶應義塾大学文学部仏文学科卒業。大学時代は演劇に熱中し、毒蝮三太夫・影万里江らと劇団山王を創立。
卒業後、イタリフィルム（のち、東京第一フィルム）、日本ヘラルド映画の宣伝部を経て、1975年からフリーの映画評論家。1977年に創刊された『映画宝庫』の責任編集を石上三登志、増淵健らとともに担当。日本大学芸術学部講師も務めた。
1993年、妻と共同監修した著書『映画・ビデオ・テレビ外国俳優大事典』の刊行により淀川長治賞を受賞。

## 著書

### 単著
- スクリーン専科面白クイズ 筈見有弘 著 社会思想社 1984
- ヒッチコック 筈見有弘 著 講談社 1986 (講談社現代新書)
- スピルバーグ 筈見有弘 著 講談社 1987 (講談社現代新書)
- ハリウッド・ビジネスの内幕 : 映像ソフト王国の全貌 筈見有弘 著 日本経済新聞社 1991
- ハリウッド・カップルズ 筈見有弘 著 キネマ旬報社 1998

### 共著
- 映画で見る20世紀 : 1900～2001 『1900年』から『2001年宇宙の旅』まで ビデオで楽しむ現代史 筈見有弘 小林弘利, 須賀隆 著 朝日ソノラマ 1995
- ハリウッド・スキャンダル : アメリカ映画界の光と影 筈見有弘, 渡辺祥子共著,Screen編集部 編 近代映画社 2002 のち『その時、ハリウッド・スターに何が起こったのか? : アメリカ映画界の光と影』としてScreen新書

### 編著
- ゲーリー・クーパー―静かなる男、甦るアメリカの夢と魂 責任編集: 筈見有弘 芳賀書店 (シネアルバム 10) 1972
- ヴィヴィアン・リー―風と共に去りぬ 筈見有弘, 福田千秋 責任編集 芳賀書店　(シネアルバム 17) 1973
- エリザベス・テーラー : 20世紀のクレオパトラ 筈見有弘 編著 芳賀書店 1973 (シネアルバム ; 18)
- ソフィア・ローレン : 華麗なる大輪のひまわり 責任編集: 筈見有弘 芳賀書店 1975 (シネアルバム ; 27)
- クラーク・ゲーブル : ハリウッドのキング 責任編集: 筈見有弘 芳賀書店 1975 (シネアルバム ; 28)
- ハンフリー・ボガート : ボギー!ハードボイルドの魅力 責任編集: 筈見有弘 芳賀書店 1976 (シネアルバム ; 40)
- 季刊映画宝庫 ザッツ・ハリウッド 筈見有弘責任編集 芳賀書店 1977
- イングリッド・バーグマン : 生きて恋して演技して 筈見有弘, 福田千秋 責任編集 芳賀書店 1977 (シネアルバム ; 48)
- グレイス・ケリー―グレイスフルビューティ筈見有弘, 福田千秋 責任編集 芳賀書店 (シネアルバム 54) 1977
- アメリカ映画=旅の絵本 (季刊 映画宝庫 8) 筈見有弘責任編集 芳賀書店 1978
- ハリウッド黄金期の女優たち―ハリウッド女優1930年代 淀川長治著, 筈見有弘編 芳賀書店(シネアルバム 71) 1979
- ヨーロッパ映画 旅の絵本 (季刊 映画宝庫 10) 筈見有弘責任編集　芳賀書店 1979
- ヒッチコックを読む : やっぱりサスペンスの神様! 筈見有弘 [ほか]編集 フィルムアート社 1980 (本の映画館/ブック・シネマテーク ; 2) 1982
- ヘンリー・フォンダ : ミスター・アメリカン 筈見有弘 責任編集 芳賀書店 1982 (シネアルバム ; 93)
- ハリウッド・ビューティーズ : 1940年代のアメリカ女優 イングリッド・バーグマンからエリザベス・テイラーまで 筈見有弘 責任編集 芳賀書店 1983 (シネアルバム ; 96)
- ハリウッドの美しき恋人たち : 1950年代アメリカ女優 マリリン・モンロー、オードリー・ヘプバーン、グレイス・ケリー… 筈見有弘 責任編集 芳賀書店 1983 (シネアルバム ; 98)
- 大女優の一生 イングリッド・バーグマン 近代映画社 1983
- ジェラール・フィリップ : 花咲ける貴公子 筈見有弘 責任編集 芳賀書店 1984 (シネアルバム ; 106)
- 70年代アメリカン・シネマ103 : もっともエキサイティングだった13年 筈見有弘 [ほか]編 フィルムアート社 1984 (本の映画館/ブック・シネマテーク ; 1)
- エキサイティングな美女たち : 1970年代アメリカ女優 筈見有弘 責任編集 芳賀書店 1985 (シネアルバム ; 118)
- ドラマチックな美女たち : オードリー・ヘプバーンからジェーン・フォンダまで 1960年代アメリカ女優 筈見有弘 責任編集 芳賀書店 1985 (シネアルバム ; 114)
- 淀川長治集成 1 (私が知った愛した監督とスタア) 淀川長治 著,筈見有弘 編 芳賀書店 1987
- 淀川長治集成 2 (歴史は映画でつくられる) 淀川長治 著,筈見有弘 編 芳賀書店 1987
- 淀川長治集成 3 (私の映画の時間・旅と雑学) 淀川長治 著,筈見有弘 編 芳賀書店 1987新しいウインドウが開きます国立国会図書館蔵書　公共*淀川長治集成 4 (映画の(道)、人生の(道)) 淀川長治 著,筈見有弘 編 芳賀書店 1987
- 黄金期ハリウッド・男優 : ヴァレンティノからディーンまで 筈見有弘 責任編集 芳賀書店 1988 (シネアルバム ; 125)
- 洋画ベスト&ヒット作全集 筈見有弘 編・著 講談社 1994 (講談社+α文庫)

### 監修
- レイダース失われたアーク<聖櫃> : インディアナ・ジョーンズの誕生 Ann holler 編,筈見有弘 監訳 東宝出版事業室 1981
- 映画・ビデオ・テレビ外国俳優大事典 : 映画の誕生から最新の俳優まで 筈見有弘監修 芳賀書店 1993
- アカデミー賞記録事典 筈見有弘, 渡辺祥子 監修 キネマ旬報社 2013